# Гренаділ

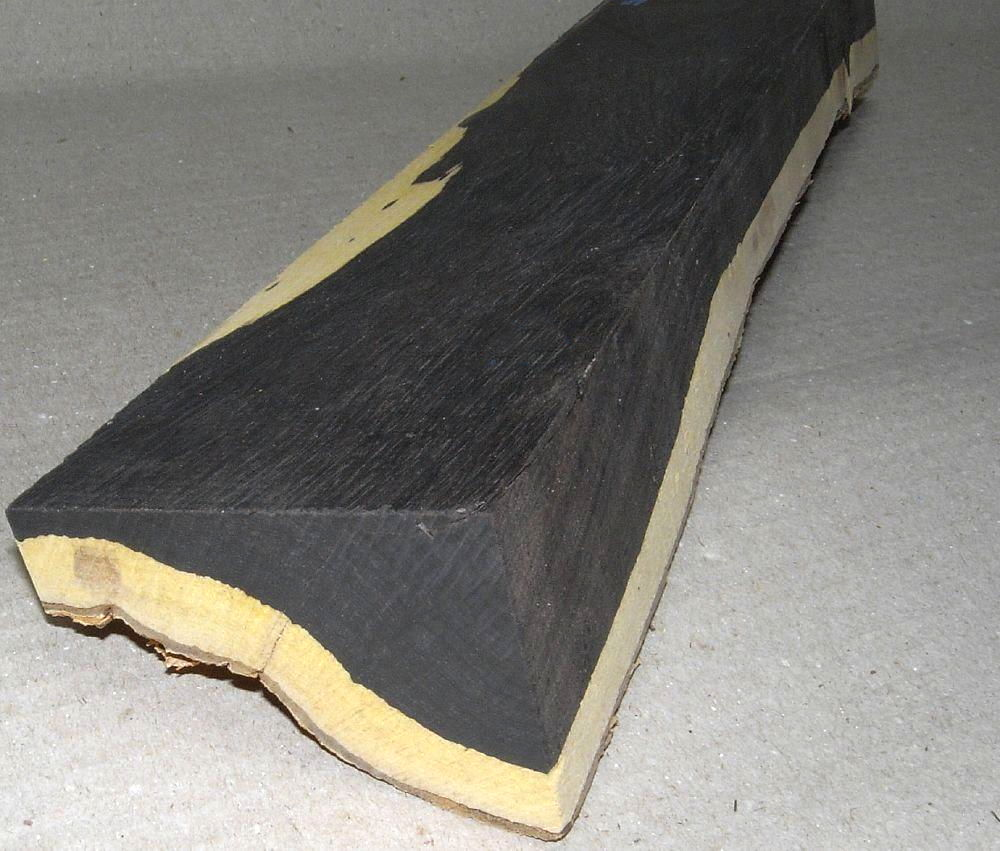
Частина стовбуру гренаділу з заболонню

Гренаділ, африканське чорне дерево (англ. African blackwood) або мпінго (суах. mpingo), деревина дерева Dalbergia melanoxylon роду Dalbergia.

## Застосування
Колір щільної, блискучої деревини варіюється від червонуватого до чисто чорного. Зазвичай його розпилюють на невеликі поліна, залишаючи яскраво-жовту заболонь, щоб уникнути розтріскування під час тривалого висихання. Ринкові ціни на високоякісний гренаділ категорії «A» завжди високі. Акустичні властивості гренаділу особливо цінуються під час виготовлення духових музичних інструментів, в основному кларнетів, гобоїв і волинок. Червонодеревники зі Стародавнього Єгипту також цінували це дерево. Є свідчення того, що дерево використовувалось як баласт на торгових суднах і що деякі майстри використовували під час виготовлення нортумбрських ріжків для покращення звучання зняті старі баласти з гренаділу.
Внаслідок надмірного використання мпінго перебуває під загрозою зникнення в Кенії та потребує захисту у Танзанії й Мозамбіку. Щоб вирости у доросле, дереву потрібно до 60 років.

### Плутанина термінології
- Африканське чорне дерево (гренаділ) (англ. African blackwood) не має відношення до ебену. Назва «ебен» закріплено за цілим рядом дерев роду Diospyros; їх деревина менш блискуча та більш крихка.
- Рід Dalbergia включає до себе й інші знамениті види деревини, такі як рожеве дерево й кокоболо. Назву палісандр прийнято як загальну для опису деревини різних видів цього роду та деяких інших.